# Phương thức thay đổi
Trong khoa học máy tính, phương thức thay đổi (tiếng Anh: mutator method) là một phương thức được dùng để kiểm soát sự thay đổi đối với một biến. Chúng còn được biết đến rộng rãi với tên gọi phương thức setter (setter method). Thông thường một setter đi kèm với một getter (còn được gọi là phương thức truy cập - accessor method), vốn trả về giá trị của thành viên biến riêng tư (private).
Phương thức thay đổi được dùng nhiều nhất trong lập trình hướng đối tượng, phù hợp với nguyên lý đóng gói. Theo nguyên lý đó, biến thành viên của một lớp là riêng tư để che giấu và bảo vệ chúng khỏi các  mã khác, và chỉ có thể được sửa đổi bởi một hàm thành viên công cộng (phương thức thay đổi), bằng cách một giá trị mong muốn làm tham số đầu vào, có thể duyệt giá trị đó, và thay đổi giá trị biến thành viên riêng tư.

## Ví dụ

### Ví dụ hợp ngữ
```
student
                   
struct

    
age
         
dd
        
?

student
                   
ends

```

```
    
.code

student_get_age
       
proc
      
object
:
DWORD

                      
mov
       
ebx
,
 
object

                      
mov
       
eax
,
 
student.age
[
ebx
]

                      
ret

student_get_age
       
endp

student_set_age
       
proc
      
object
:
DWORD
,
 
age
:
DWORD

                      
mov
       
ebx
,
 
object

                      
mov
       
eax
,
 
age

                      
mov
       
student.age
[
ebx
],
 
eax

                      
ret

student_set_age
       
endp

```